# BA-11
El BA-11 (en ruso: Бронеавтомобиль 11, lit. 'Automóvil Blindado 11') es un automóvil blindado desarrollado en la Unión Soviética. Estaba destinado a reemplazar al BA-10, pero la producción fue interrumpida por la invasión alemana de la Unión Soviética en 1941. El BA-11 era un automóvil blindado pesado diseñado sobre la base del chasis del camión ZiS-6K reforzado. 
Fue utilizado durante 1941-1942, principalmente en el frente de Leningrado, fue diseñado para atacar infantería, caballería y vehículos blindados medianos. Con 13 mm de blindaje frontal, estaba solo un poco menos protegido que el tanque ligero soviético más común de la época, el T-26, que tenía 15 mm de blindaje.

## Historia
Durante 1936-1937, se diseñó un chasis acortado especial ZIS-6K con un motor de mayor potencia bajado en el marco y con un volante trasero adicional en la Planta de Automóviles de Moscú N.º 1. Se construyó un primer prototipo. Los resultados positivos de este trabajo hicieron posible comenzar en el invierno de 1938 la fabricación de un nuevo vehículo blindado pesado denominado BA-11 usando un chasis modificado de un camión ZIS-34 (versión 6x4 del camión ZIS-5). El diseño fue realizado por el ingeniero A.S. Aizenberg, los diseñadores D.V. Salomatin, B.M. Fitterman, V.N. Smolin se ocuparon del chasis. Al mismo tiempo, en la planta de Izhora, bajo el liderazgo del ingeniero A.N. Baranov, se estaba diseñando un casco blindado, que era bastante bueno para aquellos tiempos.
A fines de 1938, el chasis experimental con cascos blindados simulados ya se había ensamblado en el ZIS, y en marzo de 1939, la planta de Izhora construyó el primer prototipo.
Después de las pruebas, la planta de automóviles de Moscú N.º 1 (Moskvitch) comenzó a dominar el ensamblaje del transportador del chasis ZIS-34. Los primeros cinco prototipos del BA-11 estuvieron listos en junio, otros ocho en julio y tres en agosto de 1940. La fabricación fue lenta, ya que fueron precedidas por pedidos de otros vehículos, como los automóviles blindados BA-10. En otoño, se instaló un motor diésel ZiS D-7 en un BA-11 de serie. El motor diésel aumentó la autonomía a 420 kilómetros, pero al mismo tiempo la velocidad bajó a 20 km/h, y el peso aumentó a 520 kilogramos.
La producción en serie se pospuso hasta 1941, se exigió a la planta de Izhora que eliminara todas las deficiencias identificadas y preparara la documentación necesaria para ello. El comienzo de la guerra finalmente puso fin a la producción.

## Diseño

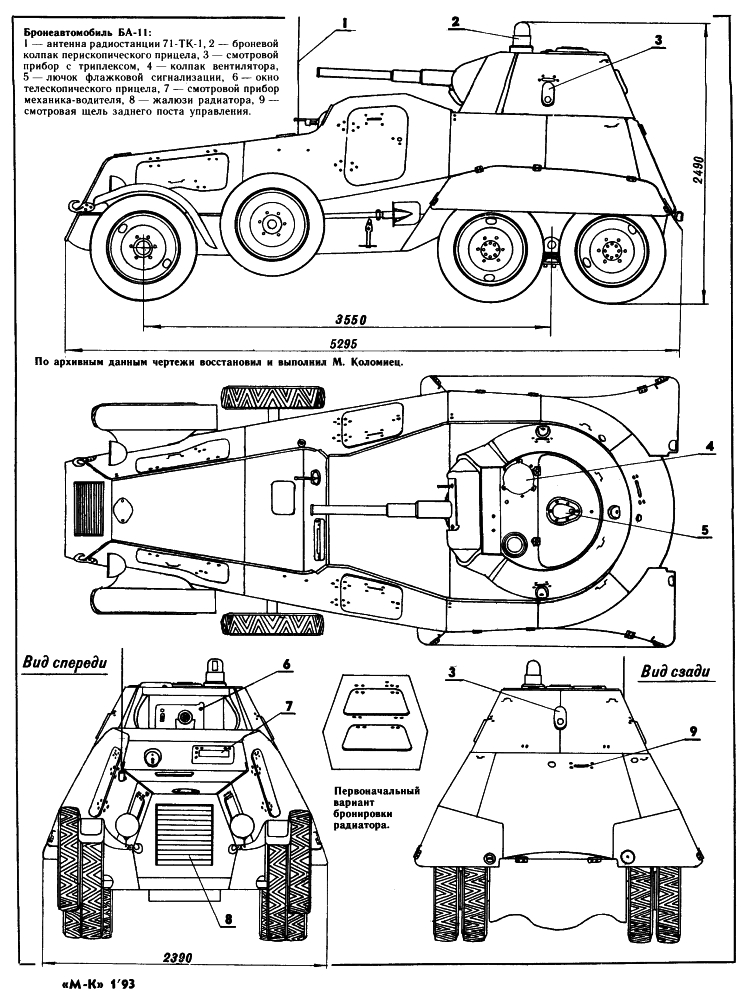
Esquema del BA-11

El motor estándar "Zisovsky" se incrementó a 93 C.V. (con cabezal de aluminio - hasta 99 CV), principalmente aumentando la relación de compresión y la velocidad y mejorando el llenado de los cilindros. La confiabilidad de su operación en un vehículo blindado se incrementó mediante el encendido duplicado, desde magneto y desde una batería. Las velas estaban protegidas para no interferir con la recepción de radio. La presencia de un retroceso en el demultiplicador dio un total de 9 marchas hacia adelante y 6 hacia atrás, y la velocidad de retroceso alcanzó el 90% de la velocidad de avance. Se equipó un puesto de control trasero completo. Había un mecanismo para arrancar manualmente el motor desde el interior del vehículo. El marco se acortó 400 mm; la base se redujo en consecuencia (en 350 mm). El eje delantero fue reforzado.
Los neumáticos antibalas de mayor tamaño tenían orejetas grandes. La capacidad todo terreno del vehículo se incrementó con las cadenas de oruga Overroll, colocadas en las ruedas del bogie trasero y ruedas de repuesto a los lados con posibilidad de rotación, entonces generalmente aceptadas. BA-11 podía subir una pendiente de hasta 22°.
Se suponía que su cuerpo rechoncho con una disposición inclinada de todas las placas de armadura de mayor grosor protegía de manera confiable a la tripulación de balas perforantes y de gran calibre así como de fragmentos. La torre baja de forma racional, aunque portaba la misma arma que los principales vehículos blindados y tanques del Ejército Rojo (entonces no había cañones más potentes con una fuerza de retroceso moderada), la carga de municiones aumentó a 114 proyectiles. El vehículo era bastante estable cuando se disparaba. Además disponía de dos ametralladoras ligeras Degtiariov DP-27 de 7.62 mm (3087 rondas en total), emparejadas con un cañón antitanque M1932 (19-K) de 45 mm situado en un soporte de bola en la placa frontal, desde donde disparaba el comandante. También disponía de una estación de radio dúplex 71-TK-3. La tripulación tenía visores de observación PT-K a prueba de balas.

## Historial de combate

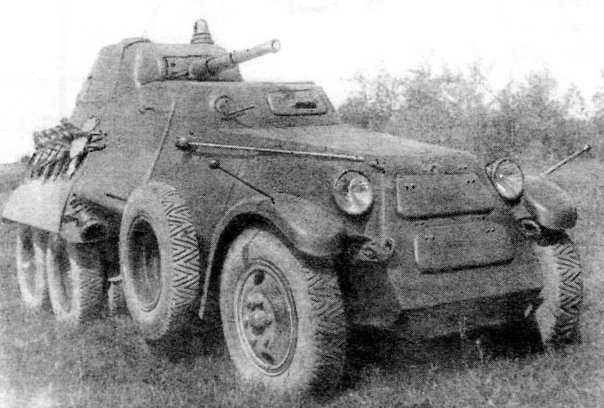
Vehículo blindado BA-11 soviético

El 1 de junio de 1941, los 16 vehículos de combate disponibles se distribuyeron de la siguiente manera:    
- LVO - una unidad (LBTKUKS), segunda categoría;
- KOVO - 8 unidades, segunda categoría;
- MVO - tres unidades (WAMM), segunda categoría;
- PrivO - una unidad, segunda categoría;
- Rembases - dos unidades, cuarta categoría;
- NIABTP - dos unidades (prototipo y BA-11D), tercera categoría

El BA-11 se utilizó durante los primeros meses de la Gran Guerra Patria en los frentes del suroeste y de Leningrado. En términos de protección de blindaje y potencia de fuego, así como movilidad y reserva de energía, el BA-11 era algo superior al T-26. En carretera, con la misma potencia de motor, desarrollaba el doble de velocidad. Esto predeterminó el propósito de combate del vehículo: apoyo de fuego maniobrable para el avance de la infantería y la caballería, refuerzo de alta calidad de las formaciones auto-blindadas armadas con vehículos medianos, la lucha contra las fuerzas blindadas y los puestos de tiro del enemigo.

## Modificaciones
En 1940, se instaló un motor diésel experimental de 6 cilindros ZIS-D-7 con una capacidad de 96-98 CV en el chasis de un camión ZIS-34D. En 1941, se probó el primer vehículo blindado diésel soviético BA-11D. Debido al motor más pesado, el peso del vehículo aumentó a 8,65 toneladas; sin embargo, debido a su mayor eficiencia, la autonomía con los mismos depósitos (150 l) aumentó un 33%. Es cierto que la velocidad máxima en la carretera se redujo a 48 km / h; fue necesario cambiar las relaciones de transmisión en la marcha principal, pero las mejores características de tracción del motor diésel permitieron aumentar la velocidad promedio en la carretera a 39,8 km/h, lo que no estaba mal para un vehículo blindado de esta clase. La seguridad contra incendios del automóvil también aumentó. No lograron dominar el motor D-7 antes de la guerra, pero sirvió de base para la creación de un exitoso tractor diésel de 4 cilindros D-35.

## Evaluación
En términos de armamento, el BA-11 era superior a los modelos extranjeros de automóviles blindados pesados, y el BA-11D diésel no tenía análogos en absoluto. Sin embargo, los chasis sin tracción en las cuatro ruedas, incluso los relativamente potentes y fiables, ya no podían proporcionar la movilidad todoterreno necesaria. Se requería un vehículo de tres ejes con todas las ruedas motrices. Tal chasis ZIS-36 (6 × 6) con ejes traseros de engranajes se fabricó en el otoño de 1940 y se envió para su reserva a Kolpino; pero la guerra impidió la aparición de un vehículo blindado nuevo y más avanzado. También demostró que los vehículos blindados con ruedas solo pueden desarrollarse sobre la base de un chasis de tracción total.

## Galería de fotos

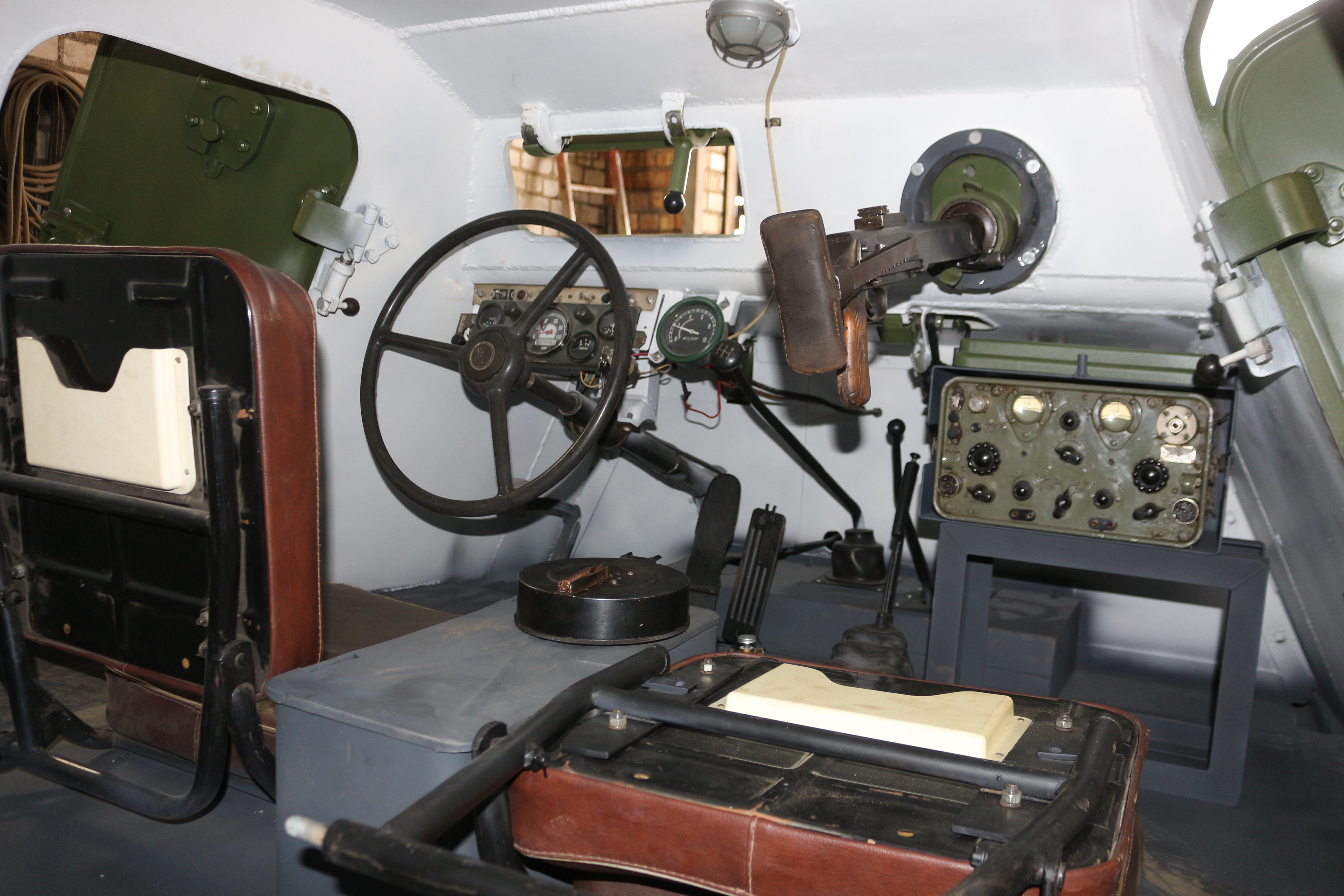
Espacio interior de una réplica del B-11
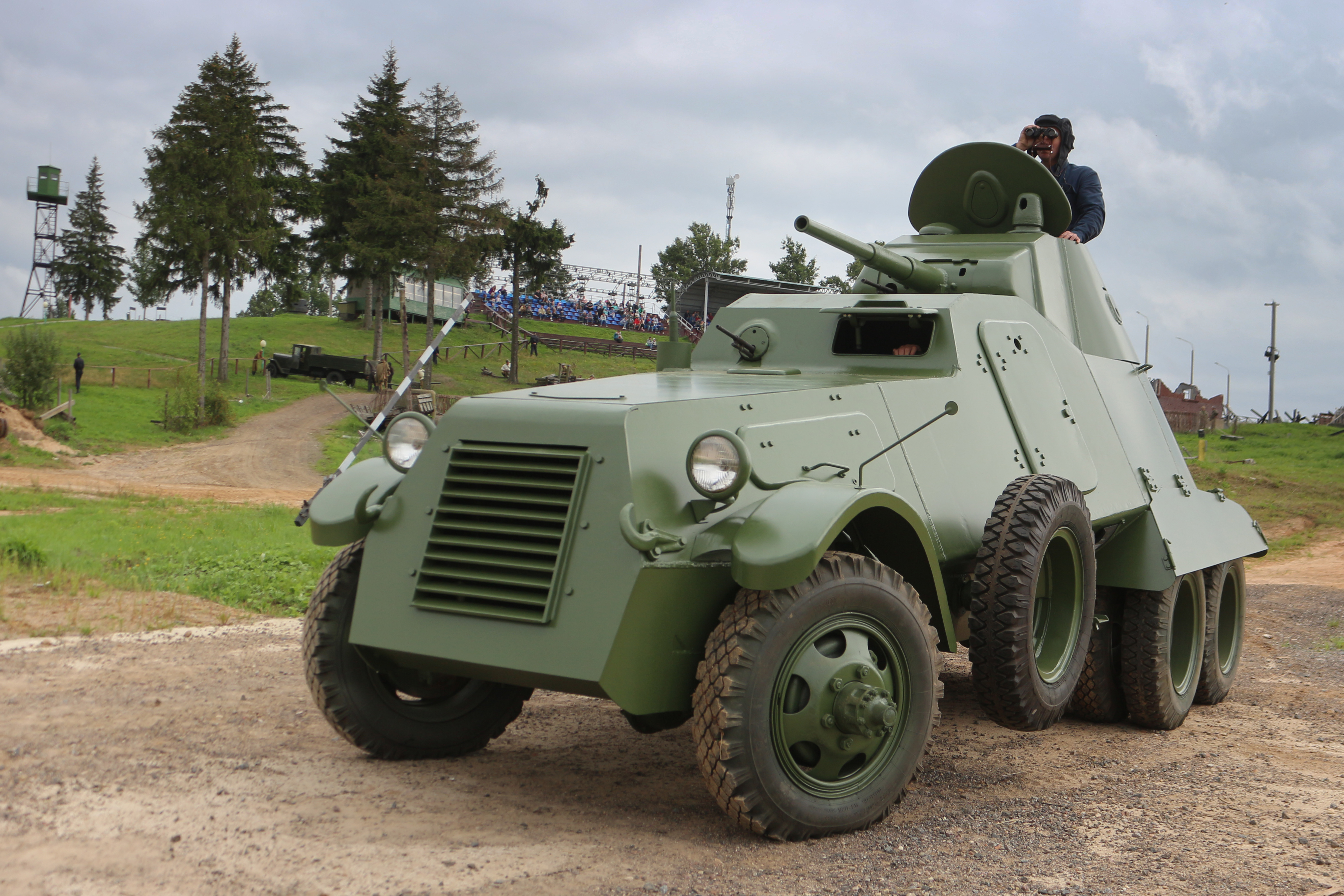
Réplica de un B-11 estándar
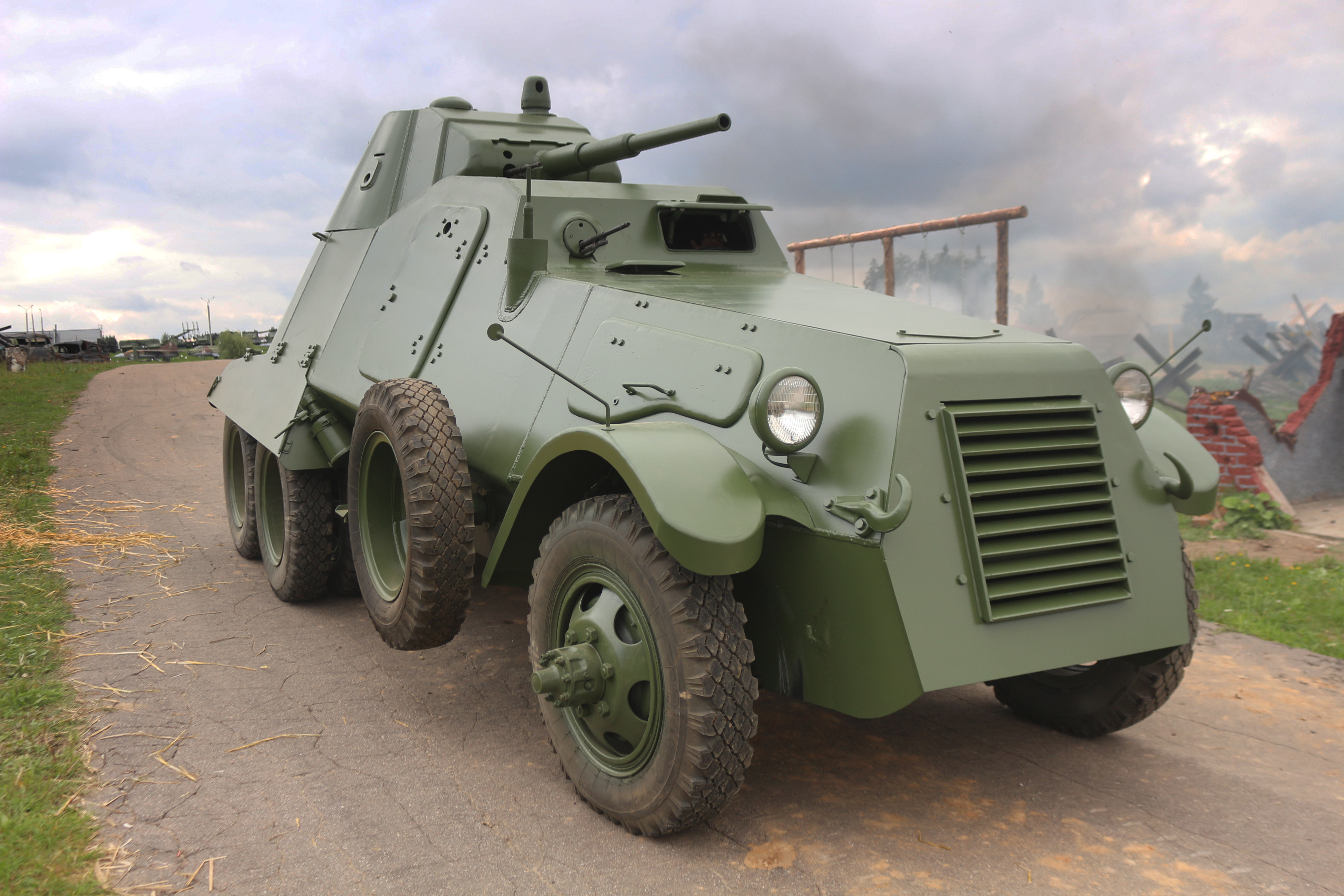
Réplica de un B-11 visto de frente
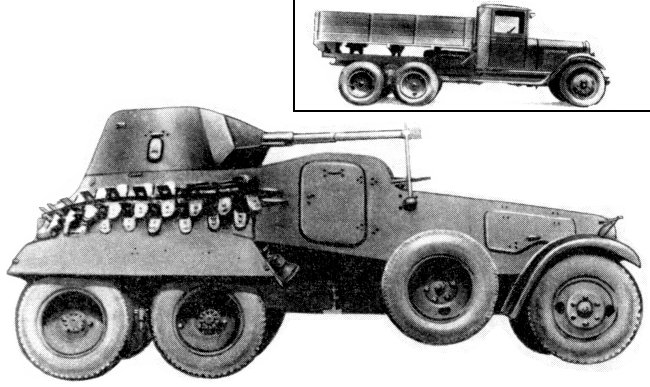
un B-11 y un camión ZIS-6